# 一宮市立西成東部中学校
一宮市立西成東部中学校（いちのみやしりつ にしなりとうぶちゅうがっこう）は、愛知県一宮市定水寺にある公立中学校。「西成東中」（にしなりとうちゅう）と呼ばれる。

## 概要
- 1977年、一宮市立西成中学校から分離し開校。
- 春明、定水寺、時之島字川角、時之島字堂山（一部）、時之島字東託美、西大海道字須貝（一部）、西大海道字中山（一部）、北小渕、小赤見、柚木颪（一部）、赤見1・2丁目（一部）、大赤見（一部）、大赤見字市場地下屋敷、大赤見字市場東屋敷、大赤見字大島、大赤見字大橋、大赤見字御神明、大赤見字颪前、大赤見字川島、大赤見字才勝、大赤見字山王裏、大赤見字清水、大赤見字鷺目、大赤見字神明東、大赤見字神明前、大赤見字地下中屋敷、大赤見字地下西屋敷、大赤見字地下東屋敷、大赤見字地内市場屋敷、大赤見字諏訪裏、大赤見字高畠ケ、大赤見字立長、大赤見字辻ノ御堂、大赤見字出口、大赤見字西四氏、大赤見字東四氏、大赤見字東出、大赤見字不動裏、大赤見字柳原、大赤見字山之子が校区であり[1]、一宮市立西成東小学校、一宮市立赤見小学校の児童が進学する。

## 沿革
- 1976年（昭和51年）8月28日 - 校舎起工式を行う。
- 1977年（昭和52年）
  - 4月1日 - 一宮市立西成中学校から分離し開校。開校時のは10学級412名。
  - 4月2日 - 開校式を行う。
  - 7月2日 - プールが完成する。
- 1981年（昭和56年）12月18日 - 北舎を増築する。
- 1990年（平成2年）4月12日 - 武道場が完成する。

## 交通アクセス
- i-バス千秋町コース「小赤見」バス停より徒歩約15分。